# 倫敦防空區
倫敦防空區（英語：London Air Defence Area）是第一次世界大戰期間為保衛倫敦免受齊柏林飛船日益嚴重的威脅而創建的組織之名稱。它成立於1915年9月，最初由英國皇家海軍上將珀西·斯科特爵士指揮，珀西·斯科特是一位頗具爭議的人物，他促進了海軍炮術技術的重大進步，但他也被指控不服從上級的命令並從他的發明中獲利。
1917年8月，英國陸軍少將愛德華·阿什莫爾被任命為倫敦防空區司令。